# Kościół Wniebowzięcia Najświętszej Maryi Panny w Gostkowie
Kościół Wniebowzięcia Najświętszej Maryi Panny w Gostkowie – rzymskokatolicki kościół parafialny należący do parafii pod tym samym wezwaniem (dekanat Chełmża diecezji toruńskiej).
Budowla reprezentuje styl gotycki. Jest jednym z najstarszych wiejskich kościołów na Ziemi Chełmińskiej. Wybudowano go na przełomie XIII i XIV wieku, w XVI wieku świątynia została przebudowana według tradycji dzięki staraniem Czemów. Gruntownie obiekt został wyremontowany w 1842 roku, następnie rozbudowany w 1925 roku o neogotycką wieżę. Świątynia została wzniesiona z kamienia i cegły, jest jednonawowa, z prezbiterium zamkniętym ścianą prostą. Wnętrze nakrywa drewniany strop. Wyposażenie reprezentuje styl barokowy i rokokowy i powstało w XVII i XVIII wieku. Rzeźby w stylu gotyckim, powstały od XIV do początku XVI wieku, należą do nich m.in. grupa Ukrzyżowania z około 1330 roku. Płyta nagrobna Feliksa Czemy Kamińskiego pochodzi z 1583 roku.